# 于芷山
于芷山（1882年—1951年5月），原名世文，字瀾波，号芷山，以号行。盛京将軍管轄区台安人，中華民国、满洲国军事将领。

## 生平
他早年在杜立三处从匪，辽阳、海城、台安、盘山一带，行抢作恶。1903年，主动到奉天投效清廷。1914年（民国3年），入东三省讲武堂。1920年（民国9年）2月，他任步兵上校团长。
1922年（民国11年），他任東三省陸軍第5混成旅旅長。1924年（民国13年），他任東北独立騎兵第8旅旅長、張作霖的衛隊司令。1925年，郭松龄起兵反奉，因保张作霖有功而被提升为师长。1927年（民国16年）6月，他任張的侍从武官長，获授陸軍中将。10月，他任第5方面軍第30軍軍長，攻击山西省北部的閻錫山并取得勝利。
翌年，中国国民党北伐軍胜利。6月，張作霖在逃走途中在皇姑屯事件中遇刺身亡。此后于芷山率军回到奉天。後来，他在張学良手下历任東北東边鎮守使、東北边防軍司令長官公署軍事参議官，统辖奉天省東北道的20余县。
九一八事变爆发后的1931年（民国20年）10月15日，于芷山自称“東边（道）保安司令”而发表“独立宣言”。满洲国成立后的1932年3月14日，他任奉天省警備司令官。1934年7月，他任满洲帝国第1軍管区司令官。翌年，他升任陸軍上将。同年5月21日，他任軍政部大臣。1937年7月1日，随着軍政部改組，他改任治安部大臣。1939年4月，他转任参議府参議，至1942年8月在任。 
满洲国灭亡後，于芷山隐居北平。1949年10月中華人民共和国成立後，他遭到逮捕。1951年5月，他在狱中逝世。终年69。